# '71
 '71 is een Britse film uit 2014 onder regie van Yann Demange. De film ging in première op 7 februari op het Internationaal filmfestival van Berlijn in de competitiesectie.

## Verhaal
De film speelt zich af in Noord-Ierland en vertelt het verhaal van een Britse soldaat die gescheiden wordt van zijn eenheid tijdens The Troubles in Belfast in 1971. Hij wordt geholpen door enkele lokale mensen terwijl hij achtervolgd wordt zowel door het Provisional Irish Republican Army als door de Military Reaction Force.

## Rolverdeling
| Acteur         | Personage              |
| -------------- | ---------------------- |
| Jack O'Connell | Gary Hook              |
| Richard Dorner | Eamon                  |
| Jack Lowden    | Thompson               |
| Charlie Murphy | Brigid                 |
| David Wilmot   | Boyle                  |
| Adam Nagaitis  | Jimmy                  |
| Killian Scott  | James Quinn            |
| Sean Harris    | Captain Sandy Browning |
| Sam Reid       | Lt. Armitage           |
| Martin McCann  | Paul Haggerty          |

## Prijzen & nominaties
De film kreeg 17 nominaties en won 4 prijzen, de belangrijkste:
| Jaar | Prijs                                  | Categorie                                                   | Genomineerde(n)                             | Resultaat   |
| ---- | -------------------------------------- | ----------------------------------------------------------- | ------------------------------------------- | ----------- |
| 2015 | BAFTA Awards                           | Alexander Korda Award for Best British Film                 | Alexander Korda Award for Best British Film | Genomineerd |
| 2015 | BAFTA Awards                           | Outstanding Debut by a British Writer, Director or Producer | Yann Demange, Gregory Burke                 | Genomineerd |
| 2014 | Internationaal filmfestival van Athene | Golden Athena Best Picture                                  | Golden Athena Best Picture                  | Gewonnen    |
| 2014 | Filmfestival van Berlijn               | Prize of the Ecumenical Jury - Special Mention              | Yann Demange                                | Gewonnen    |
| 2014 | British Independent Film Awards        | Best Director                                               | Yann Demange                                | Gewonnen    |
| 2014 | European Film Awards                   | Beste debuutfilm                                            | Beste debuutfilm                            | Genomineerd |

## Productie
Het filmen begon op locatie in Blackburn, Lancashire in april 2013 en ging verder in Sheffield en Liverpool. De film kreeg heel positieve kritieken, zowel van de critici als de toeschouwers.